# Поза Дерева
Поза Дерева (санскр. वृक्षासन) Врікшасана: врікша (санскр. वृक्षः), дерево ( санскр. आसन) «aсана» – положення тіла.

## Виконання

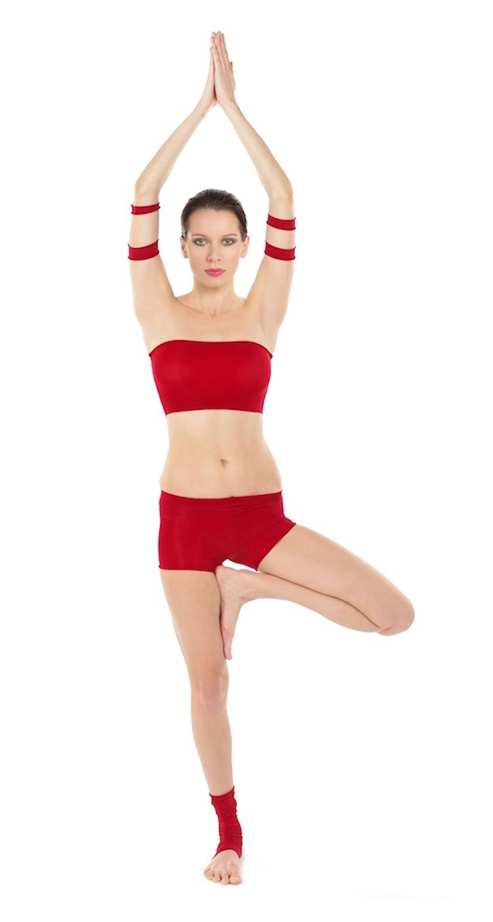

### ВИХІДНЕ ПОЛОЖЕННЯ
1. Станьте в позу Тадасана. На вдиху, зосередьтеся на землі і вашому зв’язку з нею. Видихніть. Вдихніть і перенесіть вагу на праву ногу. Утримуйте стегна на одній лінії. На видиху підніміть ліву ногу вгору і твердо поставте стопу на внутрішню частину стегна правої ноги. Намагайтеся зберігати стійке положення вашого тіла, утримуючи рівновагу і зв’язок із землею. 
2. Утримуйте рівень стегон і поперек у розтягнутому стані, коли відводите ліве коліно убік. 
3. Розгорніть долоні назовні. Вдихніть і підніміть прямі руки через сторони вгору над головою. Відведіть плечі назад і вниз від рівня вух; у верхній точці підйому рук розгорніть долоні внутрішньою стороною друг до друга. 

### УТРИМАННЯ ПОЗИ
1. При кожному вдиху концентруйтеся на стійкості й рівновазі. При кожному видиху розтягуйте хребет угору. 
2. Виконуйте асану, тримайте долоні або разом, або на відстані, зберігаючи пряме положення рук, голову тримайте між руками і трохи спереду.

### ЗАВЕРШЕННЯ ПОЗИ
При повній концентрації видихніть і одночасно опустіть ліву ногу і руки вниз, повернувшись у Тадасану. Повторіть асану з іншої ноги.

### МОДИФІКАЦІЇ
Як варіант виконайте асану біля стіни. Станьте, обпершись тулубом і головою об стіну, при цьому п’яти відсунуті від стіни на 5-10 см. Утримуйте рівень стегон і дивіться вперед, коли притискаєте поперек до стіни. Зберігаючи положення попереку, підніміть груди вгору та відсуньте середню частину хребта від стіни. Не рухаючи стегнами, поверніть зігнуте коліно убік. Опустіть плечі вниз, коли піднімаєте руки вгору. Потягніть хребет угору. Витягайтеся з кожним видихом. 

### Важливі дії
• Куприк рухається вниз
• Від сильної опорної ноги підтягуйте тазостегнові суглоби вгору
• Хребет і грудна клітка піднімаються вгору від стегон
• Тазостегнові суглоби спрямовані вперед, коли коліно відкривається убік. Шия витягається вгору.
Загальні попередження
Утримуйте міцне коліно опорної ноги, скорочуючи чотириглавий м’яз стегна. Не відводьте коліно назад